# Sainte-Eulalie (Ardèche)
Sainte-Eulalie település Franciaországban, Ardèche megyében. Lakosainak száma 209 fő (2022. január 1.). Sainte-Eulalie Le Béage, Borée, Cros-de-Géorand, Sagnes-et-Goudoulet, Saint-Martial és Usclades-et-Rieutord községekkel határos.

## Népesség
A település népessége az elmúlt években az alábbi módon változott:
| Lakosok száma | 388  | 314  | 302  | 235  | 223  | 215  | 215  | 216  | 213  | 209  |
|               | 1968 | 1982 | 1990 | 2006 | 2013 | 2015 | 2017 | 2019 | 2020 | 2022 |